# Ncurses
ncurses («new curses») — библиотека, написанная на языках Си и Ада, предназначенная для управления вводом-выводом на терминал, в числе прочего, библиотека позволяет задавать экранные координаты (в знакоместах) и цвет выводимых символов. Предоставляет программисту уровень абстракции, позволяющий не беспокоиться об аппаратных различиях терминалов и писать переносимый код.

## История

Структура

Буква N в ncurses происходит от слова new (новый). Это потому, что ncurses — свободная реализация (клон) библиотеки curses из System V Release 4.0 (SVr4), которая в свою очередь была улучшением классического curses из BSD.

## Проекты, использующие Ncurses
- Clonezilla — программа клонирования HDD
- Sysinstall — программа установки FreeBSD, Slackware
- Midnight Commander — файловый менеджер
- YaST — консоль администрирования
- Finch — оболочка для Pidgin
- Htop — монитор процессов
- Aptitude — оболочка для Apt
- Nano — текстовый редактор
- Wicd — менеджер сети
- Lynx — текстовый браузер
- MOC — консольный плеер (Music On Console)
- musikcube — консольный плеер
- Cmus — консольный плеер (C* Music Player)
- Partimage — программа создания образов разделов
- Mp3blaster — mp3-плеер
- Mcabber — джаббер-клиент
- rTorrent — клиент BitTorrent
- CPat — коллекция пасьянсов
- sngrep — анализатор трафика SIP
- tmux - мультиплексор терминала